# Ricardinho (cầu thủ bóng đá, sinh tháng 11 năm 1982)
Ricardo Alves Fernandes (sinh ngày 6 tháng 11 năm 1982), còn được gọi là Ricardinho, là một cựu cầu thủ bóng đá người Brasil. Ông từng thi đấu cho một số câu lạc bộ ở Brasil, Trung Đông, Châu Á và Châu Âu.